# Liste der Monuments historiques in Jossigny
Die Liste der Monuments historiques in Jossigny führt die Monuments historiques in der französischen Gemeinde Jossigny auf.

## Liste der Bauwerke
| Bezeichnung | Beschreibung | Standort | Kennzeichnung | Schutzstatus | Datum | Bild           |
| ----------- | ------------ | -------- | ------------- | ------------ | ----- | -------------- |
| Schloss     |              | (Lage)   | PA00087036    | Classé       | 1942  | weitere Bilder |

## Liste der Objekte

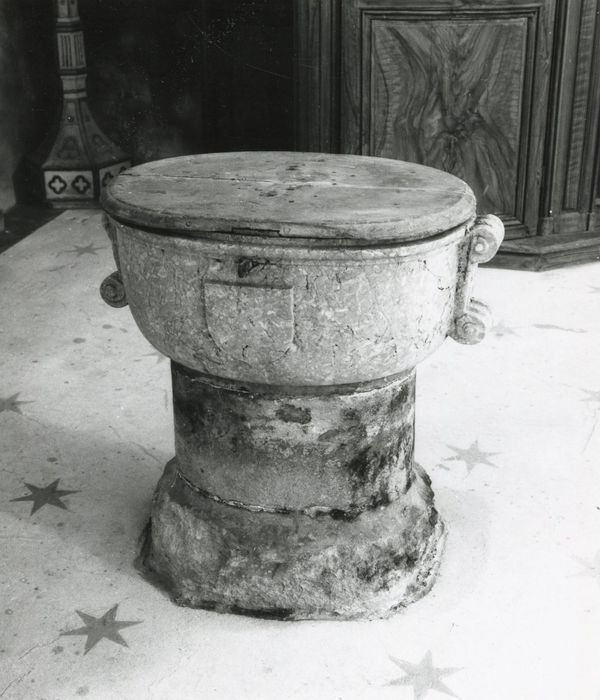
Taufbecken aus dem 17. Jahrhundert in der Kirche Ste-Geneviève

- Monuments historiques (Objekte) in Jossigny in der Base Palissy des französischen Kultusministeriums